# میچیهارو سوگیموتو
میچیهارو سوگیموتو (ژاپنی: 杉本 倫治؛ زادهٔ ۱۷ ژوئن ۱۹۸۱) بازیکن فوتبال اهل ژاپن است.
از باشگاه‌هایی که در آن بازی کرده‌است می‌توان به باشگاه فوتبال یوکوهاما و باشگاه فوتبال سرزو اوساکا اشاره کرد.